# Marti Noxon
Martha Mills Noxon, nota come Marti Noxon (Los Angeles, 25 agosto 1964), è una sceneggiatrice, regista e produttrice televisiva statunitense, conosciuta soprattutto come sceneggiatrice e produttrice esecutiva di Buffy l'ammazzavampiri.
Si laureò al Oakes College presso l'Università della California a Santa Cruz.

## Filmografia parziale

### Sceneggiatrice
- Buffy l'ammazzavampiri – serie TV, 31 episodi (1997-2002)
- Point Pleasant – serie TV, 13 episodi (2005-2006)
- Brothers & Sisters - Segreti di famiglia (Brothers & Sisters) – serie TV, 1 episodio (2006)
- Grey's Anatomy – serie TV, 1 episodio (2007)
- Private Practice – serie TV, 4 episodi (2007-2008)
- Mad Men – serie TV, 2 episodi (2008-2009)
- Sono il Numero Quattro (I Am Number Four), regia di D. J. Caruso (2011)
- Fright Night - Il vampiro della porta accanto (Fright Night), regia di Craig Gillespie (2011)
- Glee – serie TV, 2 episodi (2011-2012)
- Unreal – serie TV (2015-in corso)
- Girlfriends' Guide to Divorce – serie TV (2014-2018)
- Fino all'osso (To the Bone), regia di Marti Noxon (2017)
- Sharp Objects - miniserie TV (2018)
- Dietland - serie TV (2018)
- The 45 Rules of Divorce – serie TV (2021-2022)

### Regista
- Fino all'osso (To the Bone) (2017)

### Produttrice
- Sharp Objects - miniserie TV, 8 episodi (2018)